# DVD
DVD sigla de "Digital Versatile Disc", (em português, Disco Digital Versátil) e seu formato digital "Digital Video Disc" para arquivar ou guardar dados, som e voz, tendo uma maior capacidade de armazenamento que o CD, devido a uma tecnologia óptica superior, além de padrões melhorados de compressão de dados, sendo criado no ano de 1995.
Até meados de 2008, o VHS ainda era comum e ainda era considerado um formato de distribuição, de gravação, mesmo que já estivesse em declínio. No final de 2008, o DVD conseguiu substituir completamente o VHS como formato de distribuição. Em junho de 2011, o analista do The NPD Group, Russ Crupnick disse que "o mercado de vídeo em disco físico foi um pouco decepcionante". Em 2014, a Sony divulgou que parte do prejuízo financeiro da época foi devido a obsolescência rápida do mercado de mídia física (DVDs e Blu-rays) e o crescimento de serviços de streaming e download digital. Em 2016 os DVDs e Blu-rays deixaram de ser o meio mais lucrativo para distribuição de vídeo nos Estados Unidos e 2017 no Reino Unido.

## História

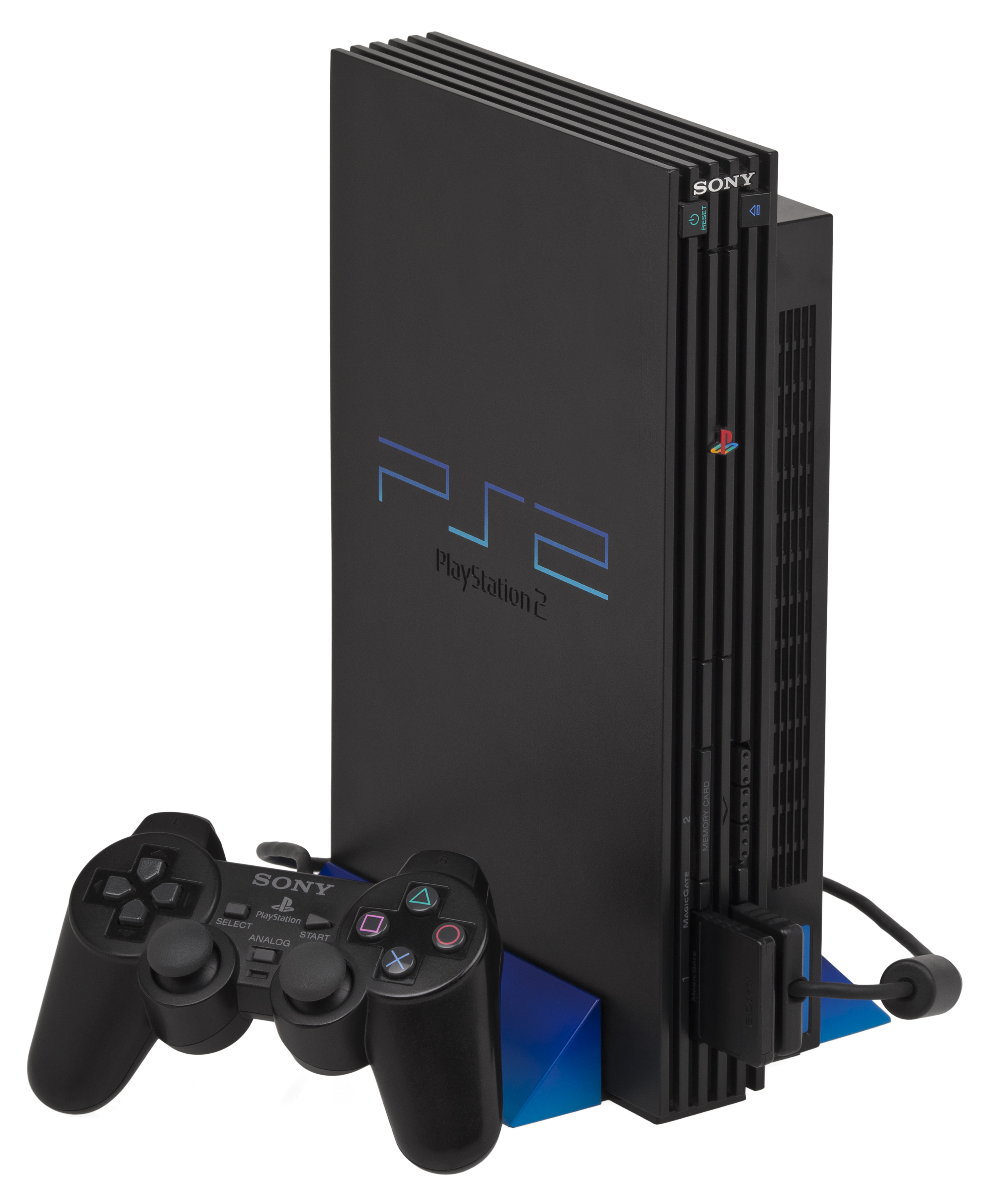
PlayStation 2, primeiro console de jogos eletrônicos capaz de rodar DVDs.

No início de 1990, dois tipos de discos-ópticos de alta capacidade estavam em desenvolvimento: um era o MultiMedia Compact Disc (MMCD), liderado pela Philips e Sony, e o outro era o Super Density Disc (SD), patrocinado pela Toshiba, Time-Warner, Matsushita Electric (Panasonic), Hitachi, Mitsubishi, Pioneer, Thomson e JVC. O presidente da IBM, Lou Gerstner, tinha a proposta de unir os dois sistemas, evitando a repetição dos problemas da década de 1980, com os videocassetes dos formatos VHS e Betamax.
Philips e Sony abandonaram o formato MMCD e concordaram com o formato da Toshiba com duas modificações relacionadas com a tecnologia implicada. A primeira foi a geometria que permitisse a passagem das faixas (assim como no CD, podem ser feitos saltos de uma música para outra, enquanto numa fita videocassete não há como fazer isso rapidamente), que era uma tecnologia conjunta da Philips e Sony. A segunda era a adoção do sistema Philips EFMPlus. O EFMPlus foi criado por Kees A. Schouhamer Immink, que também criou o EFM: é 6% menos eficiente que o sistema SD da Toshiba, o que resultou numa capacidade de 4,7 GB ao invés dos originais 5 GB do SD. A grande vantagem do EFMPlus é sua grande resiliência e resistência a intempéries tais como arranhões e impressões digitais. O resultado foi o DVD 1.5, anunciado ao público em 1995 e terminado em setembro de 1996. Em maio de 1997, o Consórcio DVD mudou para Fórum DVD, que é aberto a todas as companhias (não somente a Philips, Sony e Toshiba).
Os primeiros DVD Players (leitores de DVD) e discos estavam disponíveis em novembro de 1997 no Japão, março de 1998 nos Estados Unidos, 1999 na Europa e 2000 na Austrália. No Brasil a tecnologia começou a ganhar força em 2002 e 2003. O primeiro filme em DVD lançado nos Estados Unidos foi o Twister em 1996. O filme foi um teste para o Surround Sound 2.1. No Brasil, o primeiro DVD de filme foi Era uma vez na América, da FlashStar, lançado em 1998. Em 1999, o preço dos DVD Players baixou para 300 dólares. A rede de supermercados Wal-Mart começou a vender DVD Players mesmo tendo pouca procura em comparação com os vídeos VHS, mas logo outras lojas seguiram o Wal-Mart e o DVD rapidamente se tornou popular nos Estados Unidos. Devido à desvalorização da moeda brasileira em relação aos dólares e à demora na decisão sobre a região a ser adotada no Brasil, bem como outros fatores, o DVD só começou a se popularizar no Brasil em 2003, mas em poucos anos substituiu o antigo formato VHS. Em 2006, o aluguel de DVD superou o de fitas VHS nas locadoras paulistanas pela primeira vez.

## Informações técnicas

Medidas de um DVD comparado com outras mídias

Como padrão, os DVDs possuem a capacidade de armazenar 4,7 GB de dados (capacidade nominal), enquanto que um CD armazena, em média, 700 MB (cerca de 14,6% da capacidade de um DVD). Os chamados DVDs dual-layer (de dupla camada) podem armazenar até 8,5 GB. Apesar desta capacidade nominal do DVD gravável, é possível gravar, aproximadamente, 4,38 GB de informações (com arquivos que se dividem em um tamanho máximo de 1 GB cada). O tamanho máximo de arquivo varia conforme o tipo de gravação: UDF, ISO normal, DVD-video etc. Por exemplo, para gravar um arquivo com cerca de 2 GB, é necessário escolher a opção UDF mode. Apresenta resolução de 500 linhas (horizontais). A qualidade de imagem e som do DVD é bem superior à das fitas de vídeo VHS.

### Estrutura dos arquivos
Observando as extensões dos arquivos num sistema operacional, podemos observar:
- Arquivos *.IFO (de informação) são scripts sobre "como" rodar o DVD;
- Arquivos *.BUP são backups dos *.IFO;
- Arquivos *.PUO são de operações proibidas ao utilizador e, geralmente, são removidos quando o DVD é ripado (nomenclatura usada quando convertemos um DVD para arquivo de computador);
- Arquivos *.VOB (de objeto visual) contêm todo o filme, menu, extras, idiomas e legendas, através de uma multiplexação.

## Capacidade do DVD
|                     | Uma camada (Single Layer) | Uma camada (Single Layer) | Duas camadas (Dual/Double Layer) | Duas camadas (Dual/Double Layer) |
| Tamanho físico      | GB                        | GiB                       | GB                               | GiB                              |
| ------------------- | ------------------------- | ------------------------- | -------------------------------- | -------------------------------- |
| 12,1 cm, um lado    | 4,7                       | 4,38                      | 8,5                              | 7,95                             |
| 12,1 cm, dois lados | 9,4                       | 8,75                      | 17                               | 15,8                             |
| 8 cm, um lado       | 1,4                       | 1,3                       | 2,6                              | 2,42                             |
| 8 cm, dois lados    | 2,8                       | 2,61                      | 5,2                              | 4,84                             |

Nota: GB aqui significa gigabyte e é igual a 109 (ou 1 000 000 000 bytes). Muitos computadores irão mostrar gibibyte (GiB) igual a 230 (ou 1 073 741 824 bytes). Exemplo: um disco com capacidade de 8,5 GB irá fornecer (8,5 x 1 000 000 000) / 1 073 741 824 ≈ 7,916 GiB.

## Códigos das regiões
Dado a data de lançamento de um filme variar de país para país, para evitar que o público compre um filme antes que ele seja exibido no cinema do seu país e como medida de proteção desse mercado, os editores de DVD dividiram o mundo em seis zonas. Deste modo, por exemplo, um DVD editado na zona 1 não pode ser lido por um leitor de DVD da zona 2. Existe, no entanto, uma grande variedade de leitores multizona que permitem ler o DVD, independentemente da região a que pertencer. Além disso, apesar de DVDs contarem com recursos anticópia e o código de região, simples programas que podem ser adquiridos pela internet conseguem "quebrar" essas duas proteções para a criação de um novo disco ou armazenamento no computador.
| Número: Região - 0: Termo informal que se diz "internacional". Não é oficial e é lido nas regiões 1-6. - 1: Estados Unidos, Canadá, Bermudas e territórios estadunidenses. - 2: Europa (exceto Rússia, Bielorrússia e Ucrânia), Oriente Médio, Egito, Japão, África do Sul, Essuatíni, Lesoto e Groenlândia. - 3: Sudeste asiático, Coreia do Sul, República da China, Hong Kong e Macau. - 4: América Latina (exceto Bermudas e Guiana Francesa) e Oceania. - 5: África (exceto Egito, África do Sul, Essuatíni e Lesoto), Rússia, Ucrânia, Bielorrússia, Ásia central e meridional, Mongólia e Coreia do Norte. - 6: República Popular da China. - 7: Reservado para uso futuro (encontrada em uso na proteção de cópias de DVDs screener relacionados com a MPAA e "cópias de mídia" de pré-lançamentos na Ásia). - 8: Utilização internacional especial, como em aviões, cruzeiros, etc. - ALL: Lidos em todas as regiões, de 1 a 8. |

## Tipos de DVD
São definidos basicamente pela forma em que é feita a gravação. Os DVDs duplicados industrialmente têm as informações gravadas em uma matriz cuja replicação é feita através de um sistema de prensagem gerando cópias que podem ser assistidas em qualquer tipo de reprodutor (mas não podem ser regravadas). Já os DVDs graváveis, isto é, aqueles que tem uma camada sensível especial que é gravada pelo laser de um gravador de DVD, se dividem nos tipos "Não Regraváveis" e "Regraváveis". Como o nome já diz, o primeiro tipo permite gravações até que se atinja a capacidade máxima de armazenamento do disco, ou se finalize o mesmo. Já os regraváveis possuem uma camada que pode ter as informações "apagadas" permitindo sua reutilização.

### DVDs Não Regraváveis
- DVD-R: somente permite uma gravação e pode ser lido pela maioria de leitores de DVD;
- DVD+R: somente permite uma gravação, pode ser lido pela maioria de leitores de DVD e é lido mais rapidamente para backup;
- DVD+R DL (dual-layer): semelhante ao DVD+R, mas que permite a gravação em dupla camada, aumentando a sua capacidade de armazenamento.

### DVDs Regraváveis
- DVD-RW: permite gravar e apagar cerca de mil vezes;
- DVD+RW: é uma evolução do DVD-RW. Também permite gravar e apagar cerca de mil vezes, mas possui importantes aperfeiçoamentos, em especial uma compatibilidade muito maior com os DVD Players.
- DVD+RW DL (dual-layer): possui duas camadas de gravação, o que dobra a sua capacidade de armazenamento.
- DVD-RAM: permite gravar e apagar mais de cem mil vezes. A gravação e a leitura são feitas em uma série de círculos concêntricos, um formato que se aproxima mais do que ocorre nos discos rígidos (em todos os demais tipos de DVD, e também de CD, a gravação é feita em uma única linha contínua, uma espiral que parte do centro e termina na borda externa). Daí decorre o nome "gravação aleatória" (nos demais DVD, ela seria contínua). Permite editar o conteúdo do DVD sem ter de apagar todo o conteúdo que já estava gravado. Oferece a possibilidade de gravação e leitura simultâneas (time shift) sem o risco de apagar a gravação. Compatível com poucos leitores de DVD. Possui uma única camada de gravação. Capacidade: versão 1.0 - de 2,58 GB (um lado) a 5,16 GB (dois lados); e versão 2.0 - de 4,7 GB (um lado) e 9,4 GB (dois lados). Formato apoiado pela Hitachi, LG, Maxell, Matsushita (Panasonic), Samsung, Toshiba e JVC, através do RAM Promotion Group (RAMPRG).[10] Em 2007, o custo do DVD-RAM era de aproximadamente quatro vezes o preço do DVD+RW, seu concorrente.

#### Diferença entre DVD+R e DVD-R
DVD+R e DVD-R possuem a mesma função e a mesma capacidade. Na prática, a diferença da mídia DVD-R para a DVD+R é o desempenho: discos DVD+R são lidos mais rapidamente do que discos DVD-R. Esta diferença só é sentida se você usar o disco DVD para gravar arquivos de dados, isto é, usar como uma mídia de backup. Já que para assistir filmes, o desempenho é o mesmo. DVD+R só pode ser lido e gravado em gravadores DVD+R, e DVD-R só em gravadores DVD-R. Existem no mercado gravadores que conseguem gravar os dois tipos de mídia, chamados gravadores DVD±R ou DVD multi-recorder, outra vantagem que existe é o DVD+R permitir gravar mais tempo de vídeo, como 240 minutos e o DVD-R com 120 minutos. Além disso o DVD-RAM suporta gravação aleatória (o que significa que é possível adicionar e remover arquivos sem a necessidade de apagar todo o disco para recomeçar), sendo mais parecido com um disco rígido removível, enquanto que o DVD-RW e DVD+RW não – se for necessário mudar alguma coisa, será preciso limpar todo o disco e recomeçar. A desvantagem do DVD-RAM é o seu custo maior.

### DVD de 25 terabytes
Um grupo de cientistas japoneses anunciou que seria capaz de multiplicar mil vezes a capacidade de armazenamento de um DVD simplesmente aplicando uma capa metálica especial a um DVD. O Blu-Ray parecia o dispositivo ideal para substituir o velho disco de 4,7 GB mas a guerra entre os discos ainda não terminou.

### DVD de 1 000 terabytes
Cientistas desenvolvem uma nova técnica que vai permitir gravar 10,6 anos de vídeo em alta definição em um único DVD. A descoberta vai possibilitar aumentar a capacidade dos discos de 4,7 gigabytes para mais de 1 000 terabytes, ou 1 petabyte, em um único disco.

## Reprodutor de DVD

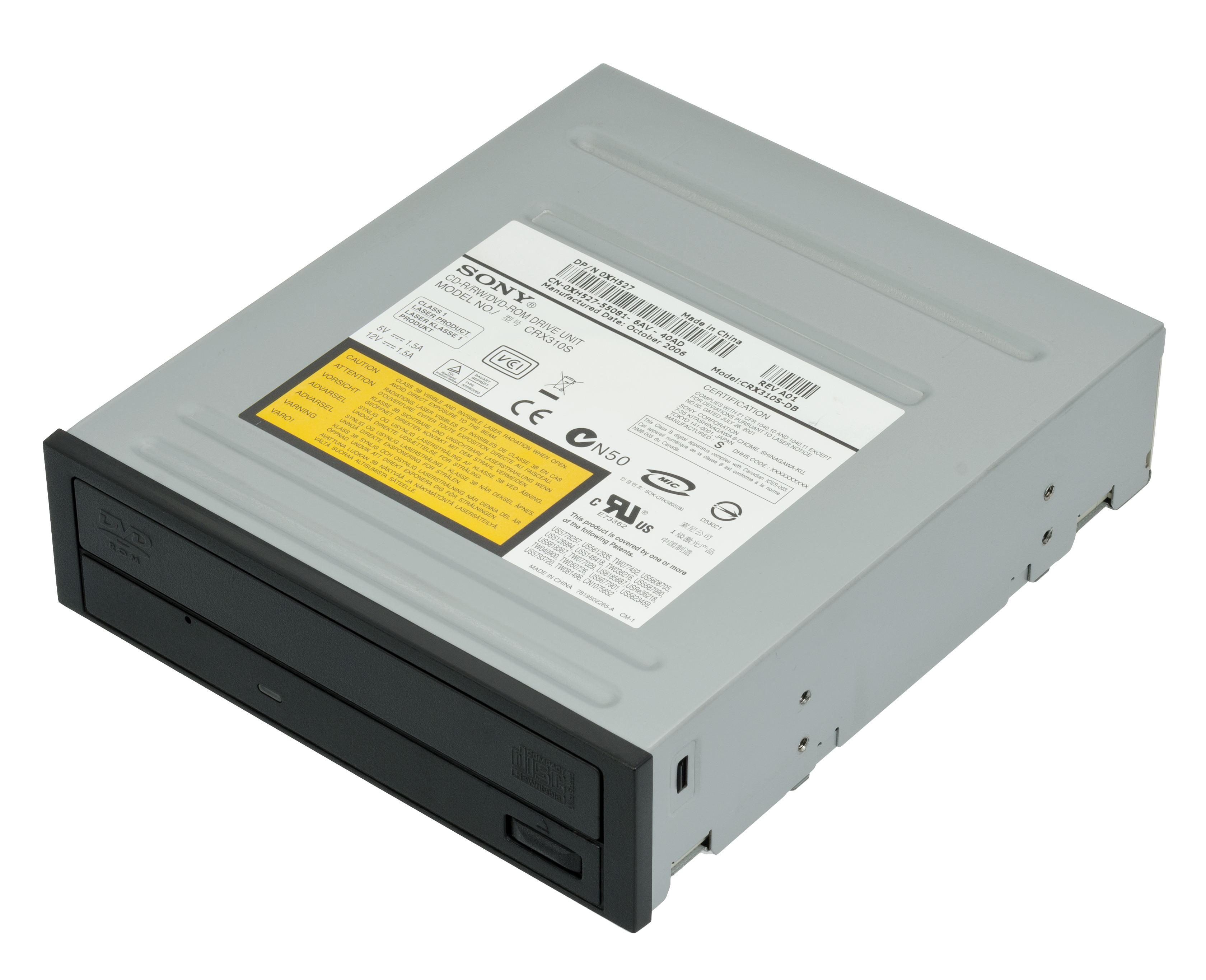
Reprodutor de DVD para computador

O leitor de DVD é um acessório doméstico capaz de reproduzir mídias no formato DVD. Alguns mais modernos reproduzem também outros formatos como CD (de música mp3 e fotos), VCD, SVCD, mini-CD, DVD-RAM e discos de dados, como por exemplo, filmes no formato *.avi (que foram compactados em DivX ou XviD). Existem ainda os "DVD-Karaokê" (mesmas funções que o DVD Player normal), porém estes possuem entradas para microfones. Existem DVD Players com entradas USB para assim poder inserir algum MP3 ou MP4. Sendo que em geral, reproduzem vídeos com resolução de 720 x 480 pixels em NTSC e 720 x 576 em PAL.

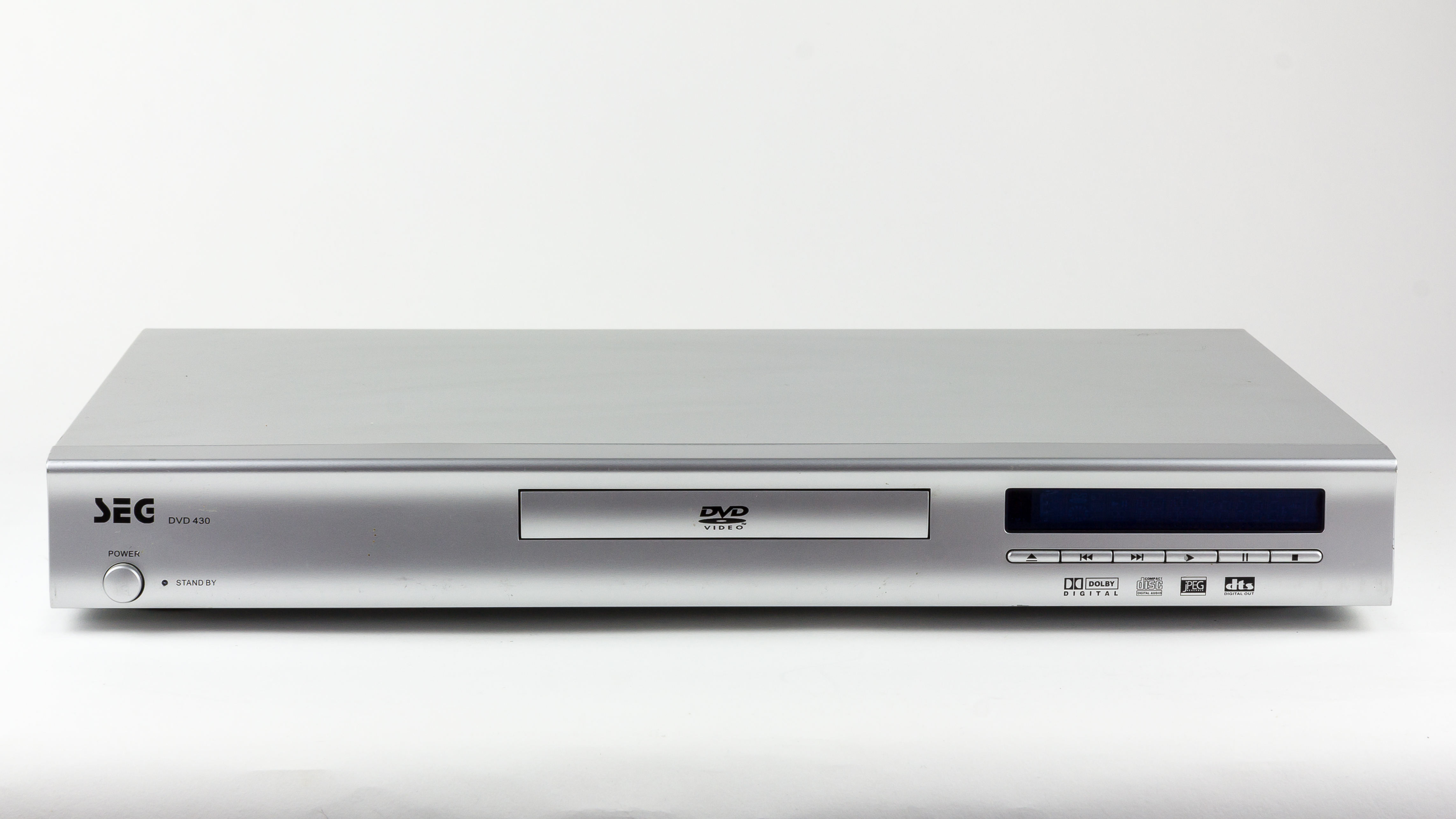
Reprodutor de DVD para televisão

Também é possível visualizar DVD em computadores pessoais, usando uma unidade de leitura de DVD, e um software ou programa tocador de DVD, como por exemplo o Windows Media Player, Media Player Classic, WinDVD ou PowerDVD, para o sistema operacional Windows, e mplayer, vlc, xine ou totem para os sistemas GNU/Linux e derivados do BSD (Berkeley Software Distribution).

## Sucessores

### Blu-ray e HD DVD
Foram lançados no mercado duas novas tecnologias para substituir o DVD, com maior capacidade de armazenamento. São os formatos Blu-ray e HD DVD. Estes formatos utilizam um disco diferente, que é gravado e reproduzido com um laser azul-violeta ao invés do tradicional vermelho. O laser azul possui um comprimento de onda menor, o que permite o traçado de uma espiral maior no disco, podendo render até 50 GB e 30 GB de capacidade no caso do Blu-ray e HD DVD, respectivamente. Os dois formatos têm suas vantagens e desvantagens: o Blu-ray tem maior capacidade de armazenamento, chegando a 25 GB com camada única ou 50 GB com dupla camada, mas seus discos, assim como os aparelhos para leitura, são mais caros para serem produzidos. O HD DVD por sua vez, é capaz de armazenar apenas 15 GB com camada única ou 30 GB com dupla camada, mas teria um custo menor de produção.
Apoiando o formato HD DVD estavam Microsoft, Intel e Toshiba, entre outros. Do lado do Blu-ray estão Philips, Apple Inc., Samsung e Sony, entre outros. O espaço extra dessas novas tecnologias de DVD será utilizado para comportar filmes e jogos em alta definição, de acordo com esta geração de aparelhos televisores e videogames. Em 19 de fevereiro de 2008, a Toshiba comunicou a decisão de não continuar com o desenvolvimento, fabricação e comercialização do HD DVD. Sendo assim, o Blu-ray é o sucessor do DVD.

### EVD e VMD
A República Popular da China lançou um padrão próprio de discos de alta resolução chamado EVD (Enhanced Versatile Disc ou Disco Versátil Aprimorado, em português). Já o VMD (Versatile Multilayer Disc ou Disco Versátil de Múltiplas Camadas, em português) foi criado pela empresa inglesa New Medium Enterprises (NME), que criou um novo padrão apenas realizando otimizações no DVD onde se pode atingir 100 GB e utilizar o mesmo laser vermelho e que em custo sairia pelo mesmo preço dos DVD convencionais.